# تپه گبری ۵۲ - k
تپه گبری ۵۲ - k مربوط به دوران پیش از تاریخ ایران باستان است و در شهرستان کنگاور، روستای شیشیکان واقع شده و این اثر در تاریخ ۱۰ دی ۱۳۸۱ با شمارهٔ ثبت ۶۶۴۰ به‌عنوان یکی از آثار ملی ایران به ثبت رسیده است.